# اعتراف (فیلم ۱۳۴۵)
اعتراف فیلمی به کارگردانی ناصر رفعت و نویسندگی رضا شمشادیان محصول سال ۱۳۴۵ است.

## بازیگران
- ویگن
- آذر حکمت شعار
- مهین دیهیم
- ملکه رنجبر
- ناهید
- محسن آراسته
- عباس مهردادیان
- محمد عبدی